# NGC 2752
NGC 2752 este o galaxie LINER situată în constelația Racul. A fost descoperită în 28 martie 1864 de către Albert Marth. Se află la o distanță de 125,54 de megaparseci de Pământ.